# ヤコブの杖
ヤコブの杖（ヤコブのつえ、英: Jacob's staff）またはクロス・スタッフ（cross-staff、直訳すると「十字型の杖」）とは、天体の高度角を測る道具で、西洋では14世紀ころから使用され始めた。後に改良されたものはバック・スタッフといい、これと区別するためにフォア・スタッフ（fore-staff）という別名でも呼ばれる。航海術、測量術、または天文観測において、北極星または太陽の高度角を測ることによって緯度を知るために用いられた。名前の由来は当時の星座から（今で言うオリオン座のうち、「帯」の三つ星とリゲル、ベテルギウスはヤコブの杖と呼ばれていた）とも言われる。

## 構造

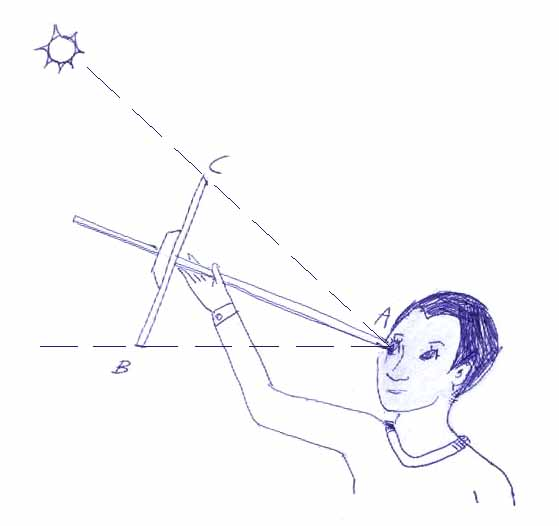
緯度の計測法

目盛りの刻まれた長い棒と、それに直角に取り付けられて自由に動かせる短い棒（クロスピース、十文字片と呼ばれる）から成る。長い棒を目の前に構え、その上下に目標の天体と水平線が来るようにクロスピースを動かして、クロスピースの位置を目盛りで読むことによって使用する。
インド洋の航海者だったアラビア人たちは、アル・ケマル（カマル Kamal とも）と呼ばれる器具を使用していた。これはヤコブの杖と同じ原理だが、目盛りの付いた棒の代わりに結び目のある紐を、クロスピースの代わりに板を使ったものであった。15世紀には既に定着していた。アストロラーベや四分儀（コードラント）も緯度を知るための道具であったが、ゆれる船上では、重く使用しにくいものであったので、クロス・スタッフが用いられるようになった。
中国では11世紀の学者、沈括の『夢渓筆談』にこのような道具の記述がある。西洋においてヤコブの杖が初めて登場した文献は、14世紀南フランスの天文学者・数学者であるレビ・ベン・ゲルソンによるものである。16世紀になってウィリアム・ボーンやジョン・ディー、トマス・ディグズら学者の手によって改良が試みられた。

## バック・スタッフ
構造上、クロス・スタッフは観測対象のある方向を向いて使用するため、太陽の高度を測定する際に太陽光線を直視してしまうという事態を招いた。そういった事態を回避するため、16世紀の終わり、イギリス人船長のジョン・デイヴィスによって太陽光線を直接見ずに観測を行うことができるバック・スタッフ（通称: デイヴィス四分儀）が考案された。